# Số hình học
Một số hình học (figurate number) là một số có thể dùng để biểu diễn một cách chính quy và rời rạc một hình hình học bằng các điểm. Nếu hình biểu diễn gồm nhiều miền, số hình học có thể được gọi là số đa miền (polytopic), tương tự cũng có các số đa giác hoặc số đa diện.
Một số các số tam giác đầu tiên có thể xây dựng từ các tam giác 1, 2, 3, 4, 5, và 6 dòng như sau:
| * | * · * · * | * · * · * · * · * · * | * · * · * · * · * · * · * · * · * · * | * · * · * · * · * · * · * · * · * · * · * · * · * · * · * | * · * · * · * · * · * · * · * · * · * · * · * · * · * · * · * · * · * · * · * · * |

Các hình trên biểu diễn các tam giác 2 chiều, có thể khái quát cho các số tam giác 3 chiều (tứ diện), 4 chiều (một chiều thời gian).
Số tam giác r-chiều thứ n được tính theo công thức:
{\displaystyle P_{r}(n)={{n+r-1} \choose r}={n^{(r)} \over {r!}}\quad {\mbox{for}}\ n\geq 1}
{\displaystyle r!} là giai thừa của {\displaystyle r}, {\displaystyle n \choose r} là hệ số nhị thức, và {\displaystyle n^{(r)}} là siêu giai thừa (super factorial).
Với r = 2, 3, và 4 ta có:
- P2(n) = 1/2 n(n + 1) (số tam giác)
- P3(n) = 1/6 n(n + 1)(n + 2) (số tứ diện)
- P4(n) = 1/24 n(n + 1)(n + 2)(n + 3) (sô pentatopic)

Tương tự có thể xem xét các số hình vuông và số lập phương.

## Gnomon
Các số hình học có liên quan đến hình học Pythagoras, vì Pythagoras đã tạo ra chúng đầu tiên và cho rằng các số này là tổng quát từ các số tổng quát hoá từ một glomon hay một đơn vị cơ sở. Glomon là thành phần cần thiết phải thêm vào một số hình học để chuyển nó thành số tiếp theo.
Chẳng hạn, gnomon của một số hình vuông là số lẻ dạng 2n + 1, n = 1, 2, 3,.... Một hình vuông cớ 8 của các gnomon dạng như sau:
8   7   7   7   7   7   7   7

8   7   6   6   6   6   6   6

8   7   6   5   5   5   5   5

8   7   6   5   4   4   4   4

8   7   6   5   4   3   3   3

8   7   6   5   4   3   2   2

8   7   6   5   4   3   2   1
Để chuyển từ hình vuông cạnh n thành hình vuông cạnh n + 1, phải bổ sung 2n + một phần tử: vào cuối mỗi dòng một phần tử (n phần tử), vào cuối mỗ cột một phần tử (n phần tử), và một phần tử vào góc. Chẳng hạn khi chuyển hình vuông cạnh 7 thành hình vuông cạnh 8 phải bổ sung 15 phần tử.
Chú ý rằng kỹ thuật gnomonic này cũng đã được cứng minh bằng toán học 1 + 3 + 5 + 7 + 9 + 11 + 13 + 15 = 64 = 82.

## Căn bậc hai
Người ta có thể tính căn bậc hai của một số bất kỳ nhờ dãy liên tiếp các phép trừ các số lẻ. Chẳng hạn, 64 - 1 = 63; 63 - 3 = 60; 60 - 5 = 55; 55 - 7 = 48; 48 - 9 = 39; 39 - 11 = 28; 28 - 13 = 15; 15 - 15 = 0. Kết quả của các phép trừ đi 8 số lẻ đầu tiên vào 64 bằng 0. do đó căn bậc hai của 64 bằng 8.
Chẳng hạn 1225 = 35 x 35, Ghi nhớ tổng các chữ số của căn bậc hai này bằng 3 + 5 = 8. Căn bậc hai này có thể quy từ 35 phép trừ về chỉ 8 phép trừ. Một cách ngắn gọn, việc này gồm hai "thủ thuật": thủ thuật tách nhóm và thủ thuật chuuyển tiếp.
Thủ thuật tách nhóm đã biết từ giải thuật tính căn bậc hai quen thuộc. Dùng một ký hiệu tách các cặp chữ số từ bên phải, chẳng hạn 1225 thành 12'25; sau đó, bắt đầu tính với cặp chữ số đầu từ bên trái. Vì bình phương của số có một chữ số là số có 1 hoặc 2 chữ số. Như vậy, 1, 2, 3 có bình phương là các số có 1 chữ số: 1, 4, 9, nhưng 4, 5, 6, 7, 8, 9 có bình phương gồm 2 chữ số.
Thủ thuật chuyển tiếp (trong giải thuật này) chuyển từ một cặp này sang sang cặp hai chữ số kế tiếp bên phải.
Ta áp dụng tính căn bậc hai của 1225.
1. Tách 1225 thành 12'25; bắt đầu tính với cặp bên trái, ở đây là số 12.
2. Bắt đầu trừ đi các số lẻ: 
  1. 12 - 1 = 11;
  2. 11 - 3 = 8;
  3. 8 - 5 = 3; nhưng số lẻ tiếp theo là 7, không thể trừ vào 3, nên cần đến thủ thuật chuyển tiếp.
3. Chữ số đầu tiên bên trái của căn bậc hai là 3, thực ra biểu diến số 30, vì nó là chữ số thứ hai từ bên phỉa thuộc hàng "mười".
4. Đặt hiệu 3 (= 8 - 5), vào trước nhóm (25), ta được 325, và tiếp tục dãy các phép trừ cho các số lẻ.
5. Số lẻ cuối cùng thực hiện phép trừ là 5, số lẻ tiếp theo là 7, không thể trừ tiếp, do đó có một giá trị nội suy giữa 5 và 7 là 6. (Đây là "phần một" của thủ thuật chuyển tiếp.)
6. Vì số 3 phép trừ biểu diễn số hai chữ số 30, tương đương với thực hiện 30 phép trừ các số lẻ kế tiếp, do đó số lẻ kế tiếp sẽ là 61. (Đây là "phần hai và kết thúc " của thủ thuật chuyển tiếp.)
7. Kết quả: 
  1. 325 - 61 = 264;
  2. 264 - 63 = 201;
  3. 201 - 65 = 136;
  4. 136 - 67 = 69;
  5. 69 - 69 = 0.
8. Ta đã chuyển 325 về 0 khi thực hiện 5 phép trừ liên tiếp các số lẻ, do đó chữ số thứ hai của căn bậc hai là 5: và 30 + 5 = 35, nghĩa là căn bậc hai của 1225 là 35, sau 3 + 5 = 8 phép trừ và áp dụng các thủ thuật chuyển tiếp.

Để nhìn lại, xét 144 = 122. Căn bậc hai này dễ dàng tính được từ 12 phép trừ. Tuy nhiên, việc tách nhóm và chuyển tiếp chỉ tốn 1+2=3 phép trừ các số lẻ.
1. Tách nhóm 144 thành 1'44.
2. Khởi động với cặp bêb trái, thức hiện phép trừ 1 - 1 = 0; chữ số trái nhất của căn bậc hai là 1, giá trị chuyển tiếp là 10.
3. mang sang cặp thứ hai: 0 + 44 = 44 và bắt đầu phép trừ các số lẻ.
4. Nội suy giữa được 1 và lỗi 3 là 2, cho số lẻ đầu tiên là 21, tiếp tục dãy phép trừ với số lẻ 21.
  1. 44 - 21 = 23;
  2. 23 - 23 = 0,

cho kết quả sau hai phép trừ, chữ số tứ hai là 2: 10 + 2 = 12 là căn bậc hai của 144.

## Khối lập phương và căn bậc ba
Lập phương của các số tự nhiên dương có thể tính từ dãy S các số S = 1, 3, 5, 7, 9,..., 2n - 1,...; n = 1, 2, 3,..., bằng các "tổng chuyển":
1. Số thứ nhất của S: 1 = 13.
2. Hai số tiếp theo của S: 3 + 5 = 8 = 23.
3. Ba số tiếp theo của S: 7 + 9 + 11 = 27 = 33.
4. Bốn số tiếp theo của S: 13 + 15 + 17 + 19 = 64 = 43.
5. Năm số tiếp theo của S: 21 + 23 + 25 + 27 + 29 = 125 = 53.
6. Sáu số tiếp theo của S: 31 + 33 + 35 + 37 + 39 + 41 = 216 = 63.
7. Bảy số tiếp theo của S: 43 + 45 + 47 + 49 + 51 + 53 + 55 = 343 = 73.

Như vậy hiệu các, "hiệu chuyển" của S là căn bậc ba.

## Biểu diễn các tính chất toán học
Có thể dùng các viên sỏi,nút chai v.v để biểu diễn các số hính học cho trẻ em ở trường phổ thông. Sẽ tốt cho trẻ nếu dùng các số hình học cho trẻ em khám phá các luật giao hoán và luật kết hợp với phép cộng và phép nhân.
Chẳng hạn, tính chất giao hoán của phép cộng 2 + 3 = 3 + 2 = 5 là:
| + | = | + | = | * · * · * · * · * |
và tính chất giao hoán của phép nhân 2 * 3 = 3 * 2 = 6:
| * · * · * · * · * · * | = | * · * · * · * · * · * | = | * · * · * · * · * · * |

## Liên kết
- On Regular Polytope numbers Lưu trữ ngày 7 tháng 3 năm 2010 tại Wayback Machine